# Phytolopsis punctata
Phytolopsis punctata — вид змій родини гомалопсових (Homalopsidae). Мешкає в Південно-Східній Азії. Це єдиний представник монотипового роду Phytolopsis. Умовно отруйна змія (реальної небезпеки для людини не становить). 

## Поширення і екологія
Phytolopsis punctata мешкають на Малайському півострові, на Суматрі, на півдні Калімантану та на сусідніх островах. Вони живуть у торф'яно-болотних лісах та у чорноводних річках.